# Тилантонго

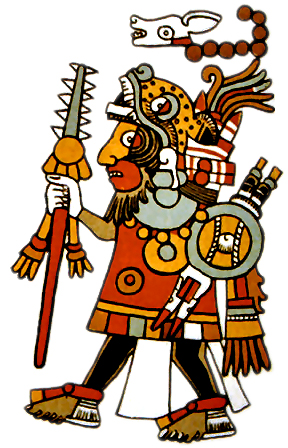
Восьмой Олень Коготь Ягуара (Ия Накуаа Тейуси Нана, 1063 – 1115), миштекский правитель второй половины XI — начала XII вв.

Тилантонго — миштекский город-государство, расположенный в высокогорной части Миштеки (так называемая «Миштека Альта») на территории современного штата Оахака. В настоящее время, помимо археологических памятников, на месте Тилантонго существует город Сантьяго-Тилантонго. Миштекское название города: Ñuu Tnoo-Huahi Andehui «Чёрный Город Храма Неба».

## История

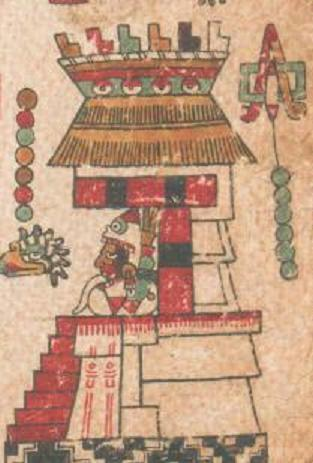
Небесный Храм Тилантонго в кодексе Суче-Нуттал

Раскопки под руководством Альфонсо Касо, которые проводились в 1960-х годах, показали, что Тилантонго является одним из старейших поселений в Оахаке, включающим в себя памятники архитектуры первого периода доклассического Монте-Альбана. Руины строений доклассического и классического периода найдены в Монте-Негро, поселение послеклассического периода было расположено на месте современного города Тилантонго, немногим севернее поселения классического периода. В городе сохранился эпиграфический памятник послеклассического периода (панель с надписью), а также руины храма-пирамиды «Небесный Храм» (мишт. Huahi Andehui).
Письменные памятники свидетельствуют о том, что Тилантонго было важным миштекским государственным образованием в послеклассический период. Миштекские иллюстрированные кодексы, такие как кодекс Зуш-Наттолл, повествуют о Восьмом Олене Когте Ягуара, правителе Тилантонго в XI–XII веках, в частности, о том, как он связал династию Тилантонго кровными узами с народом тольтеков. После его смерти единое миштекское государство распалось.